# Piper mexicanum
Piper mexicanum är en pepparväxtart som beskrevs av C. Dc.. Piper mexicanum ingår i släktet Piper och familjen pepparväxter. Inga underarter finns listade i Catalogue of Life.